# Närkes runinskrifter 21
Närkes runinskrifter 21 är ett fragment av ett gravmonument som påträffades 1910 eller 1911 vid en restaurering av Glanshammars kyrka i Glanshammars socken, Örebro kommun. Den överlämnades till Örebro läns museum i Örebro 1912.
Stenen är av ljus kalksten, har måtten 80 x 70 x 11 cm och innehåller enbart inristad ornamentik och inga runor. Ristningarna är dåligt bevarade men man kan bland annat urskilja en lyft arm som håller i ett svärd. 
Stenen kan dateras till slutet av 1000- eller början av 1100-talet. Enligt Sune Lindqvist tillhör fragmenten Nä 21 och Nä 22 samma gravmonument men Sven B.F. Jansson ansåg att detta var mycket osäkert och behandlade därför fragmenten var för sig under olika nummer i Sveriges runinskrifter.